# Nam Ngum
La Nam Ngum (Lao : ນ້ຳງືມ, nâːm ŋɯ́ːm) est un affluent de la rive gauche du Mékong long de 354 km et coulant au Laos.

## Géographie

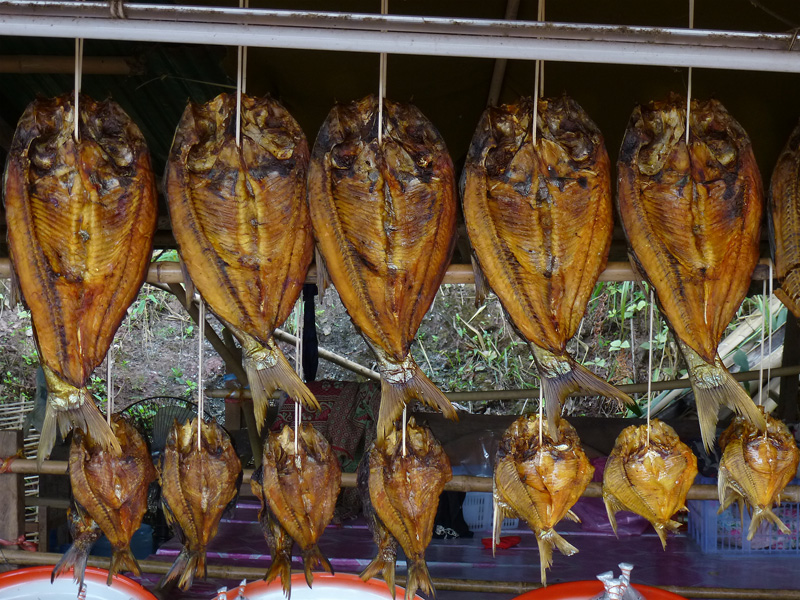
Poissons péchés dans la Nam Ngum.

Elle prend sa source dans les montagnes de la province de Xieng Khouang et coule vers l'ouest et le sud dans la province de Vientiane avant de se jeter dans le Mékong dans la préfecture de Vientiane, au sud de Vientiane.

## Aménagements

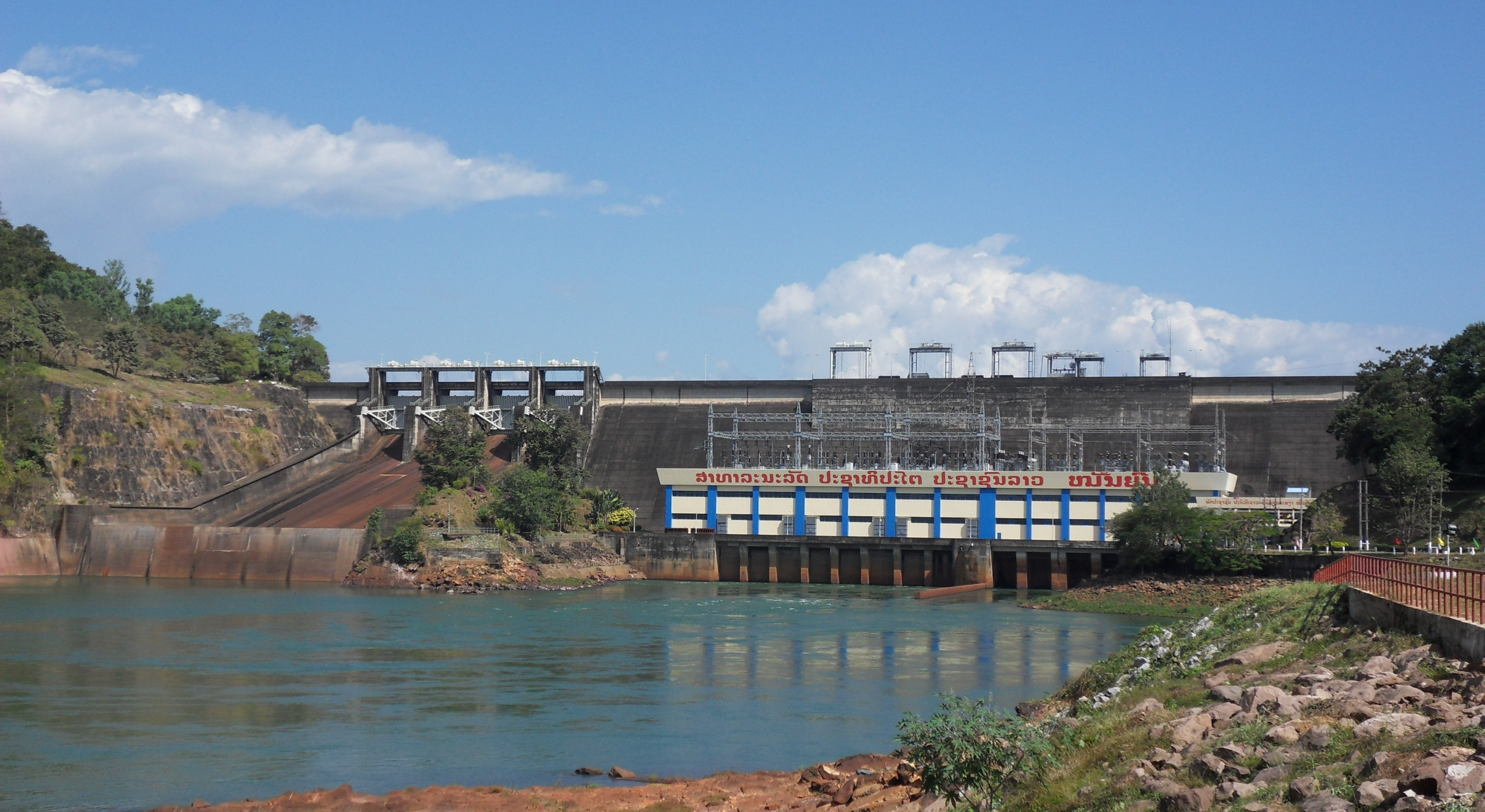
Le barrage Nam Ngum 1.

Sur son cours se trouve le barrage hydroélectrique Nam Ngum 1, construit en 1972 : le lac ainsi créé est une attraction touristique appréciée, facilement accessible depuis la capitale. Quatre autres barrages sont en projet ou en construction.
Le bassin de la Nam Ngum abrite environ 1 million de personnes. 

## Affluents
Un de ses affluents les plus importants est la Nam Lik (litt. « rivière tranquille »), qui la rejoint peu en aval du barrage de Nam Ngum 1. La Nam Lik a elle-même pour affluent la Nam Song, connue pour arroser la petite ville touristique de Vang Vieng.